# Enzo Decaro
Enzo Decaro, nacido Vincenzo Purcaro Decaro (Portici, Nápoles, 24 de marzo de 1958), es un artista de cabaré, actor, director de cine, guionista y presentador de televisión italiano.

## Biografía
Después de licenciarse en Letras en la Universidad de Nápoles Federico II, pronto empezó a hacer teatro y, junto con algunos amigos (entre ellos Massimo Troisi y Lello Arena), formó el grupo Rh-Negativo, inaugurando un nuevo tipo de teatro que bebía de la farsa y el cabaré napolitanos. Durante los primeros tiempos, el grupo a menudo ni siquiera cobraba y actuaba casi exclusivamente por gusto y pasión; por ello, todo se representaba de forma deliberadamente tosca, con decorados y vestuarios escasos y esenciales.
En 1977, el grupo (rebautizado I saraceni y más tarde La Smorfia) se adelgazó y sólo quedaron Troisi y Arena, además de Decaro. El trío debutó primero en el Teatro San Carluccio de Nápoles, gracias a la repentina renuncia de Leopoldo Mastelloni, luego actuó en el cabaré romano "La Chanson" (gracias a la intervención del propio Decaro, que consiguió convencer al propietario del local, Marcello Casco) y en el programa de radio "Cordialmente insieme". Finalmente, fijándose en él Enzo Trapani y Giancarlo Magalli, debutó en el programa de televisión "Non stop". La Smorfia también aterrizó en "Luna Park", el programa de los sábados por la noche presentado por Pippo Baudo, y permaneció en activo desde 1979 hasta principios de los ochenta, protagonizando una amplia gama de sketches. Tras la representación teatral Così è (se vi piace), el trío se disolvió definitivamente debido, en palabras de Troisi, a diferencias artísticas entre él y Decaro.
Tras la disolución del grupo cómico, Decaro continuó su trabajo como director y actor de televisión y teatro. En 1981 debutó en el cine con Prima che sia troppo presto, película en la que hacía las veces de actor, guionista, músico y director. En 1998, el gran éxito de la ficción Una donna per amico le devolvió a la fama nacional. A continuación protagonizó otros dramas de éxito, como La provinciale, Orgoglio, Lo zio d'America, Padri, Il cardinale, Noi, Madre Teresa, Provaci ancora prof!, Era mio fratello, La terza verità, L'ultimo rigore, L'ultimo rigore 2, "Una madre", "Una donna per amico" y "Una donna per amico 2".

## Filmografía

### Cine
- Prima che sia troppo presto, de Enzo Decaro (1981)
- Scirocco, de Aldo Lado (1987)
- Fiori di zucca, de Stefano Pomilia (1989)
- Io, Peter Pan, de Enzo Decaro (1989)
- Madre padrona, de Stefano Pomilia (1991)
- Ladri di futuro, de Enzo Decaro (1991)
- Grazie al cielo, c'è Totò, de Stefano Pomilia (1991)
- I racconti di Vittoria, de Antonietta De Lillo (1995)
- L'amore molesto, de Mario Martone (1995)
- Vrindavan Film Studios, de Lamberto Lambertini (1996)
- La guerra è finita, de Nina Mimica (1997) - Cortometraje
- Le mani forti, de Franco Bernini (1997)
- Fiabe metropolitane, de Egidio Eronico (1997)
- Amore con la S maiuscola, de Paolo Costella (2002)
- No Smoking Company - Vietato fumare in azienda, de Edo Tagliavini (2006)
- La seconda volta non si scorda mai, de Francesco Ranieri Martinotti (2008)
- Fue la mano de Dios (È stata la mano di Dio), de Paolo Sorrentino (2021)
- Un weekend particolare de Gianni Ciuffini (2023)

### Televisión
- Gioco perverso, de Italo Moscati – telefilme (1993)
- Il grande fuoco, de Fabrizio Costa (1995)
- Costanza, de Gianluigi Calderone (1998)
- Una donna per amico, de Rossella Izzo (1998-2001)
- Tutti gli uomini sono uguali, de Alessandro Capone (1997)
- Il cardinale, de Berthold Mittermayr (1999)
- Mozart è un assassino, de Sergio Martino (2002)
- L'ultimo rigore, de Sergio Martino (2002)
- Padri, de Riccardo Donna (2002)
- Tutto in quella notte, de Massimo Spano (2002)
- Lo zio d'America, de Rossella Izzo (2002)
- Madre Teresa, de Fabrizio Costa (2003)
- Orgoglio, de Giorgio Serafini e Vittorio De Sisti (2004-2005)
- Questo amore, de Luca Manfredi (2004)
- Noi, de Peter Exacoustos (2004)
- Provaci ancora prof!, de Rossella Izzo (2005-2017)
- La provinciale, de Pasquale Pozzessere (2006)
- L'ultimo rigore 2, de Sergio Martino (2006)
- Era mio fratello, de Claudio Bonivento (2007)
- La terza verità, de Stefano Reali (2007)
- Una madre, de Massimo Soano (2008)
- La mia casa è piena di specchi, de Vittorio Sindoni (2010)
- Crimini episodio Cane Nero, de Claudio Bonivento (2010)
- Napoli milionaria!, de Franza Di Rosa (2011)
- Notte prima degli esami '82, de Elisabetta Marchetti (2011)
- Questi fantasmi, de Franza Di Rosa (2011)
- La vita che corre, de Fabrizio Costa - miniserie de televisión (2012)
- Il caso Enzo Tortora - Dove eravamo rimasti? - miniserie de televisión (2012)
- Un posto al sole, varios directores – serial televisivo (2013)
- Gli anni spezzati - L'ingegnere – miniserie de televisión (2014)
- Una pallottola nel cuore 2 – serie de televisión (2016)
- L'amore strappato – serie de televisión (2019)

### Documentales
- Pino Daniele - Il tempo resterà, de Giorgio Verdelli (2017)
- Mater Lucania, (2020)

## Programas de televisión
- Come, quando, fuori, piove (Rai 2, 1984)
- Navigator - Alla ricerca di Ulisse (Rai 1, 1999)
- Musicultura (Rai 2, 2006-2007)
- Tale e quale show (Rai 1, 2012) - como concursante
- Tale e quale show - Il torneo (Rai 1, 2012) - como concursante
- Un poeta per amico. Massimo Troisi. (Rai 1, 2012)
- Techetechete' (Rai 1, 2015) episodio 29